# Peugeot RCZ
Peugeot RCZ – samochód sportowy klasy kompaktowej produkowany pod francuską marką Peugeot w latach 2010—2015.

## Historia i opis modelu

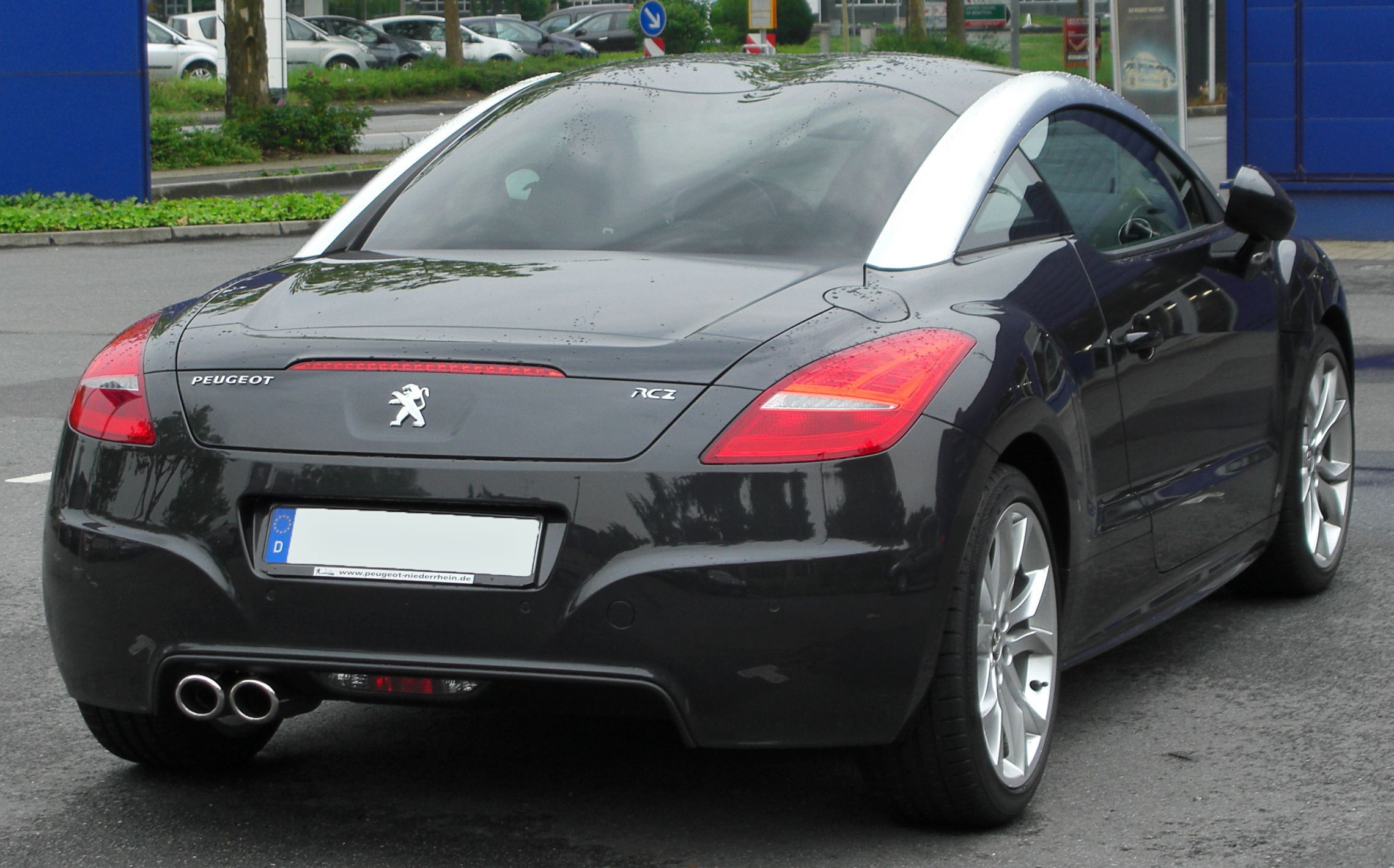
Peugeot RCZ - tył

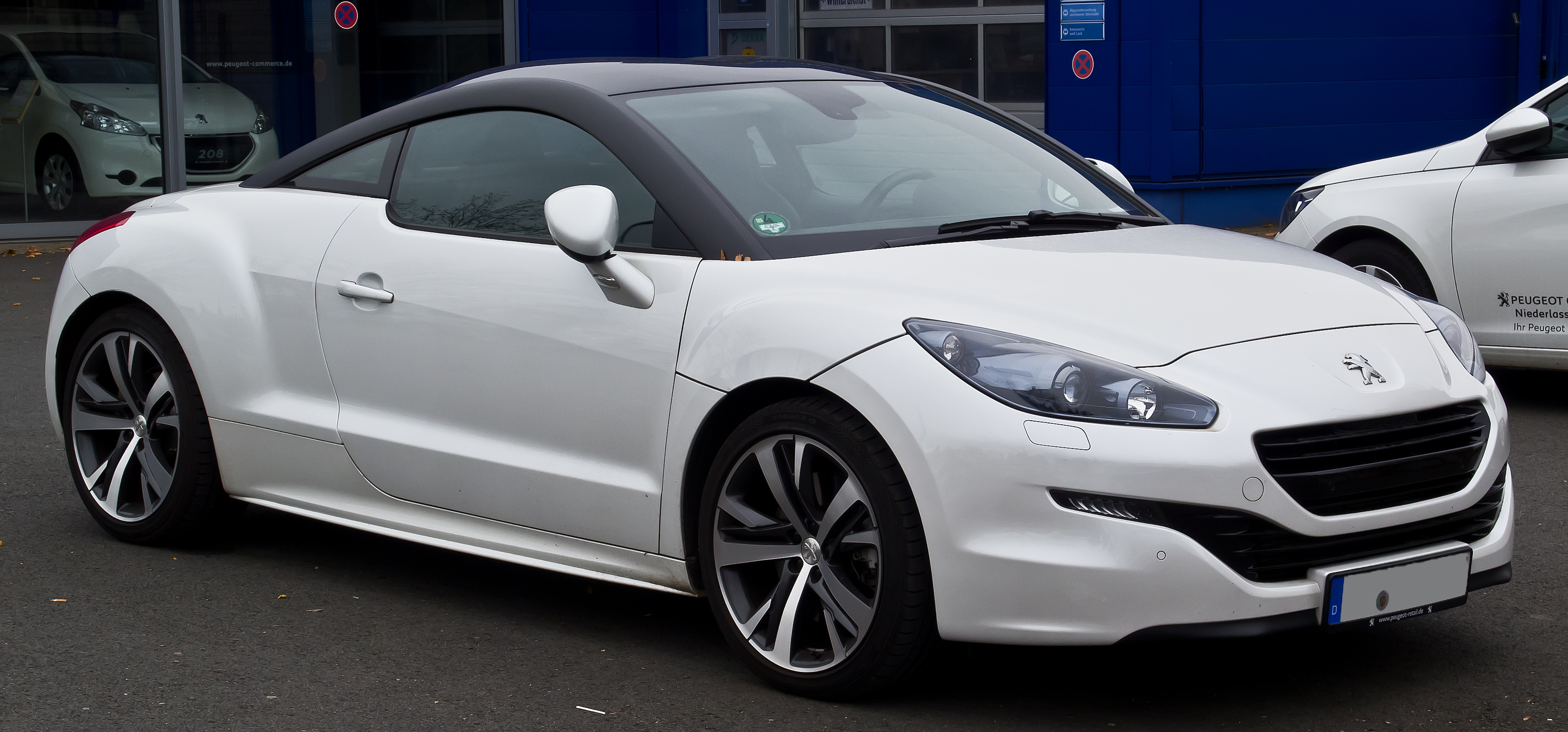
Peugeot RCZ po liftingu

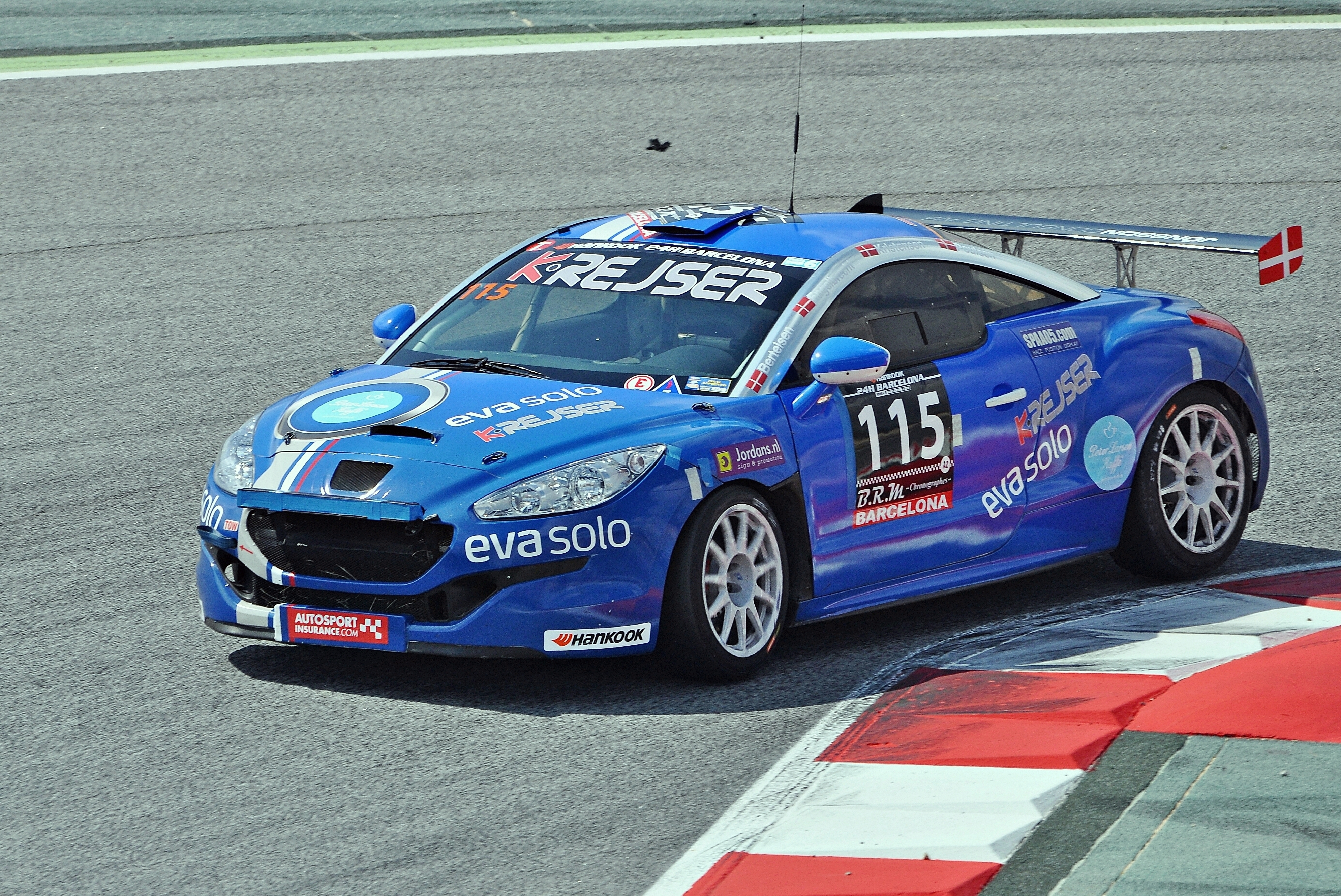
Peugeot RCZ Cup

Samochód nieznacznie różnił się od przestawionego w 2007 roku konceptu 308 RCZ, który był tak prosty, że spodobał się zarówno projektantom jak i krytykom motoryzacyjnym. Od pierwowzoru model seryjny różni się jedynie układem wydechowym, którego końcówki umieszczono po lewej stronie, a nie jak w koncepcie pośrodku.
Z tyłu pojazdu znajduje się agresywny zderzak z nacięciami i dyfuzorem w który zostało wkomponowane światło wsteczne. W klapę bagażnika wbudowano wysuwany spojler. Deska rozdzielcza pojazdu jest podobna do tej z modelu 308.
W 2012 roku podczas targów motoryzacyjnych w Paryżu zaprezentowano model RCZ po faceliftingu. Zmieniono całkowicie wygląd pasa przedniego, który dzięki otrzymaniu nowego grilla oraz przeprojektowaniu przednich reflektorów, a także dodaniu świateł do jazdy dziennej wykonanych w technologii LED upodobnił się do najnowszych pojazdów marki Peugeot. Przy okazji liftingu wprowadzono na rynek usportowioną wersję RCZ-R.
W kwietniu 2015 roku Peugeot poinformował, że model RCZ nie otrzyma następcy z racji nowej polityki marki polegającej na redukcji gamy modelowej z niszowych i nierentownych modeli.

### Wersje wyposażeniowe
- Limited Edition
- Asphalt Edition
- Onyx
- R
- Brownstone
- Arlen Ness
- Magnetic Edition
- Red Carbon Edition

Standardowe wyposażenie obejmuje m.in. ABS, ESP, ASR z asystentem ruszania na wzniesieniu, 6 poduszek powietrznych, skórzane, podgrzewane oraz elektrycznie regulowane fotele, elektryczne sterowanie szyb, podgrzewanie i elektryczne sterowanie lusterek, dwustrefową klimatyzację automatyczną, 6-głośnikowy system audio marki JBL z radioodtwarzaczem CD/MP3 i wielofunkcyjną kierownicą, czujniki parkowania z tyłu, tempomat, sportowe fotele, komputer pokładowy, 18-calowe alufelgi oraz biksenonowe reflektory.
Opcjonalnie auto wyposażyć można m.in. w system Connect Navigation, który na ekranie 7-calowego wyświetlacza wyświetla informacje o aktualnych parametrach auta, dysponuje łącznością bezprzewodową Bluetooth oraz nawigacją satelitarną GPS.

### Dane techniczne
| Wersja                | Silnik:                          | Układ zasilania:   | Średnica × skok tłoka: | St. sprężania:     | Moc maksymalna:                    | Maks. moment obrotowy           | 0-100 km/h:        | V-max:             |
| Silniki benzynowe:    | Silniki benzynowe:               | Silniki benzynowe: | Silniki benzynowe:     | Silniki benzynowe: | Silniki benzynowe:                 | Silniki benzynowe:              | Silniki benzynowe: | Silniki benzynowe: |
| --------------------- | -------------------------------- | ------------------ | ---------------------- | ------------------ | ---------------------------------- | ------------------------------- | ------------------ | ------------------ |
| 1.6 THP 156           | R4 1,6 l (1598 cm³), DOHC, turbo | wtrysk bezpośredni | 77,00 mm × 85,80 mm    | 10,5               | 156 KM (115 kW) przy 5800 obr./min | 240 N•m przy 1400 obr./min      | 8,3 [9,0] s        | 215 [212] km/h     |
| 1.6 THP 200           | R4 1,6 l (1598 cm³), DOHC, turbo | wtrysk bezpośredni | 77,00 mm × 85,80 mm    | 10,5               | 200 KM (147 kW) przy 5800 obr./min | 275 N•m przy 1700–5500 obr./min | 7,3 s              | 231 km/h           |
| R                     | R4 1,6 l (1598 cm³), DOHC, turbo | wtrysk bezpośredni | 77,00 mm × 85,80 mm    | 9,2                | 270 KM (199 kW) przy 6000 obr./min | 330 N•m przy 1900–5500 obr./min | 5,9 s              | 250 km/h           |
| Silniki wysokoprężne: |                                  |                    |                        |                    |                                    |                                 |                    |                    |
| 2.0 HDi 163           | R4 2,0 l (1997 cm³), DOHC, turbo | wtrysk common rail | 85,00 mm × 88,00 mm    | 16,0               | 163 KM (120 kW) przy 4000 obr./min | 340 N•m przy 2000 obr./min      | 8,7 s              | 216 km/h           |